# Лонг-Айленд (Андаманські острови)

Лонг-Айленд на карті Андаманських і Нікобарських островів.

Ло́нг-А́йленд, або о́стрів Ло́нг-А́йленд (англ. Interview Island) — острів у складі Андаманських островів. Розташований в центральній частині острівної групи Великий Андаман, між Бенгальською затокою і Андаманським морем. Належить до району Північний і Середній Андаман, складової індійської союзної території Андаманські і Нікобарські острови. Площа — 14 км2; довжина — 8,7 км, ширина — 2 км. Протяжність берегової лінії — 23,8 км. Найвища точка — 75 м. Населення — 1032 особи (2011); густота населення — 73,45 осіб / км2. Батьківщина мисливців-збирачів андаманців. Основні мови — гінді, андаманські мови. Найбільший населений пункт — село Лонг-Айленд. Постраждав від землетрусу в Індійському океані 2004 року.